# 배트맨: 고담 나이트
《배트맨 고담 나이트》(일본어: バットマン ゴッサムナイト 밧토만 곳사무나이토[*], 영어: Batman: Gotham Knight 배트맨: 고섬 나이트[*])는 DC 코믹스의 만화 《배트맨》을 원작으로 한 오리지널 비디오 애니메이션이다.
DVD와 블루레이 디스크가 미국에서 2008년 7월 8일, 일본에서는 같은 해 7월 23일에 발매되었다. 또한 2010년 2월에는 애니맥스에서 방송되었다.
6편의 단편 애니메이션을 수록한 옴니버스 작품으로, 영화 《배트맨 비긴즈》 (2005년)과 《다크 나이트》 (2008년) 사이의 시간축을 그린다.

## 수록 내용
- 우리들의 굉장한 이야기 (제작 - STUDIO 4℃, 감독 - 니시미 쇼지로)
- 크로스파이어 (제작 - Production IG, 감독 - 히가시데 후토시)
- 필드 테스트 (제작 - 비 트레인, 감독 - 모리오카 히로시)
- 어둠 속에서 (제작 - 매드하우스, 감독 - 아오키 야수히로)
- 극복 할 수 없는 고통 (제작 - STUDIO 4℃, 감독 - 쿠부오카 토시유키)
- 데드샷 (제작 - 매드하우스, 동우에이앤이)

## 출연진
- 케빈 콘로이 - 배트맨/브루스 웨인 목소리 역
- 제이슨 마즈든 - 토마스 웨인 목소리 역
- 스콧 멘빌 - B-데빌 목소리 역
- 조지 뉴번 - 맨 인 블랙 목소리 역
- 코리 패드노스 - 포크촙 목소리 역
- 크리스탈 스케일스
- 알라나 우바치
- 하인든 월치
- 코리 버튼
- 게리 도던
- 짐 메스키멘
- 팻 뮤직
- 안나 오티즈
- 롭 폴슨
- 앤드리아 로마노
- 윌 프리들
- 케빈 마이클 리처드슨
- 브라이언 조지
- 데이비드 맥컬럼
- 파민더 나그라